# Магаданская и Синегорская епархия
Магада́нская и Синего́рская епа́рхия — епархия Русской Православной Церкви, объединяющая приходы и монастыри в пределах Магаданской области.

## История

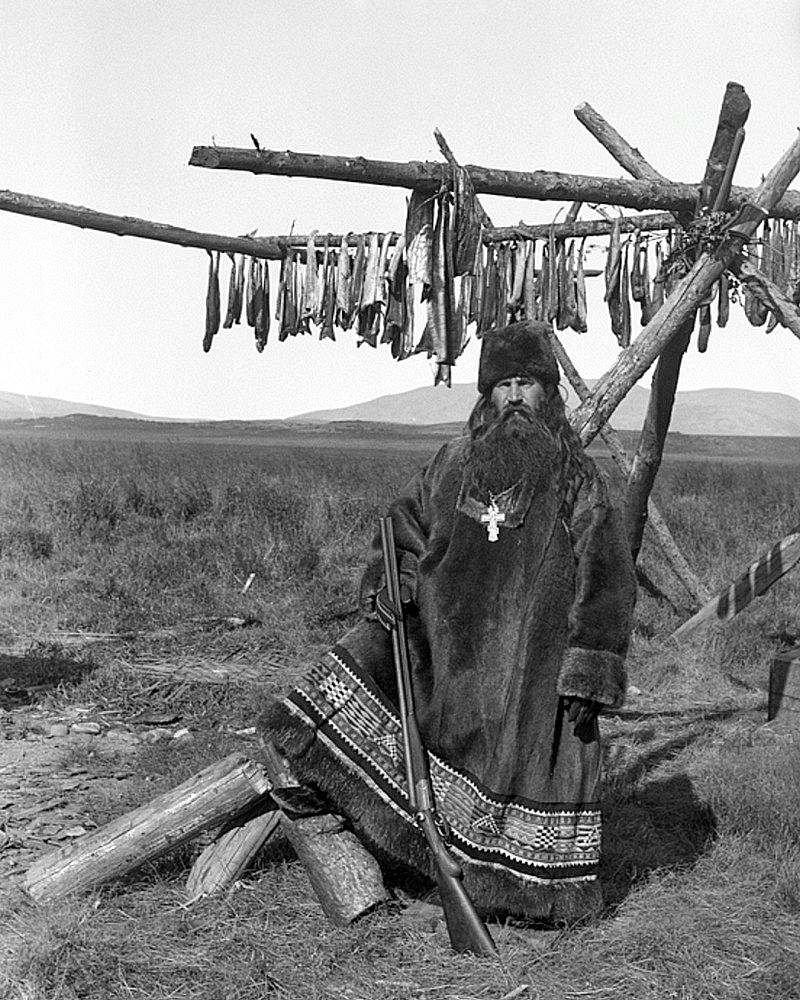
Миссионер в Гижигинске в 1901 году

Начало Православия на земле Колымского края было положено в XVII веке русскими землепроходцами — казаками Москвиным, Дежнёвым и их сподвижниками. С приходом сюда русских православных людей начали строиться часовни и храмы. Территория нынешней Магаданской епархии входила в Иркутскую епархию до 1840 года, когда большая её часть оказалась в составе Камчатской. С 1869 года земля её была разделена между Якутской и Камчатской епархиями, а в 1898 году территория последней была передана новосозданной Владивостокской епархии.
13 сентября 1922 года Высшее Церковное Управление Заграницей приняло решение, благословлённое патриархом Тихоном, о выделении Камчатской кафедры в самостоятельную.
Сильный удар по церкви был нанесён в послереволюционное время. Если до революции на Колыме насчитывалось около десяти часовен и церквей, то к концу 1930-х годов все храмы и часовни были закрыты, а позднее разрушены. На Пасху 1923 года красноармейцами из отряда Чубарова был расстрелян настоятель Спасской Гижигинской церкви — иеромонах Нифонт.
Новая страшная страница Колымского края была открыта в 1932 году, когда был создан «Дальстрой» и весь регион покрылся сетью лагерей. Сонм епископов, священнослужителей, монахов и мирян своей мученической кровью нашли последний покой в колымской земле.
Возрождение церковной жизни в епархии началось в 1989 году, когда был зарегистрирован первый православный Свято-Покровский приход в Магаданской области. В микрорайоне «Солнечный» приходом был приобретён частный дом, где после переоборудования под молитвенный дом, 21 сентября 1989 года, в праздник Рождества Пресвятой Богородицы, была совершена первая Божественная Литургия. Первоначально приход Покрова Пресвятой Богородицы входил в состав Хабаровской епархии.
В 1990 году в Магадане началось строительство первого каменного храма в честь Сошествия Святого Духа на Апостолов, бывшего впоследствии кафедральным собором Магаданской епархии до освящения Свято-Троицкого собора. Чин освящения закладки храма произвёл епископ Хабаровский Гавриил (Стеблюченко).
По мере образования новых приходов на территории обширной Магаданской области, в состав которой входил и Чукотский автономный округ, возникла потребность в образовании самостоятельной епархии. Магаданская епархия, в которую вошли Магаданская область, Чукотский автономный округ и Камчатская область, была образована решением Священного Синода Русской Православной Церкви от 31 января 1991 года. 23 февраля 1993 года из её состава была выделена Петропавловская епархия на территории Камчатской области, а 19 июля 2000 года — Анадырская епархия на территории Чукотского Автономного Округа.
Первым епископом Магаданским Аркадий (Афонин). За два года своего пребывания на магаданской кафедре епископом Аркадием был достроен ранее заложенный храм Святого Духа, построен храм Покрова Пресвятой Богородицы. Было подготовлено и рукоположено несколько священников.
В сентябре 1993 года Магаданскую епархию посетил Патриарх Московский и всея Руси Алексий II. В ходе визита был отслужен молебен у соборного храма Святого Духа, а также совершена заупокойная лития о всех невинно убиенных на этой «Голгофе XX века».
28 ноября 1993 года епископом Магаданским становится Ростислав (Девятов). Среди многочисленных забот о дальнейшем благоустроении епархии были: подготовка и рукоположение новых священнослужителей, открытие приходов, воскресных школ, обеспечение приходов молитвенными зданиями. Для скорейшего восстановления молитвенной жизни приходов под временные храмы приспосабливались частные дома, административные здания. Строились новые храмы.
В январе 1999 года на магаданскую землю прибыл владыка Анатолий (Аксёнов). В Магадане при его непосредственном участии стал действовать первый женский Покровский монастырь. При епископе Анатолии было завершено строительство храма Благовещения Пресвятой Богородицы в поселке Синегорье. В посёлке Снежный открылся первый в Магаданской области детский православный лагерь.
В 2000 году решением Священного Синода Русской Православной Церкви новым епископом Магаданским и Синегорским назначен Феофан (Ашурков). Его усилиями были проведены первые, а затем и последующие Рождественские чтения с участием Алексея Осипова, диакона Андрея Кураева, режиссёра Николая Бурляева. Традиционным стал и крестный ход в бухте Гертнера в праздник Крещения Господня. Были заключены договоры о сотрудничестве с Управлением образования Магаданской области, и вскоре в школах города стали действовать факультативы «Основы православной культуры». Были открыты молитвенные комнаты в УВД Магаданской области и в колониях особого режима в посёлке Уптар. Наиболее заметным событием в жизни Магаданской и Синегорской епархии стало начало строительства кафедрального собора в честь Святой Живоначальной Троицы на площади в самом центре города.

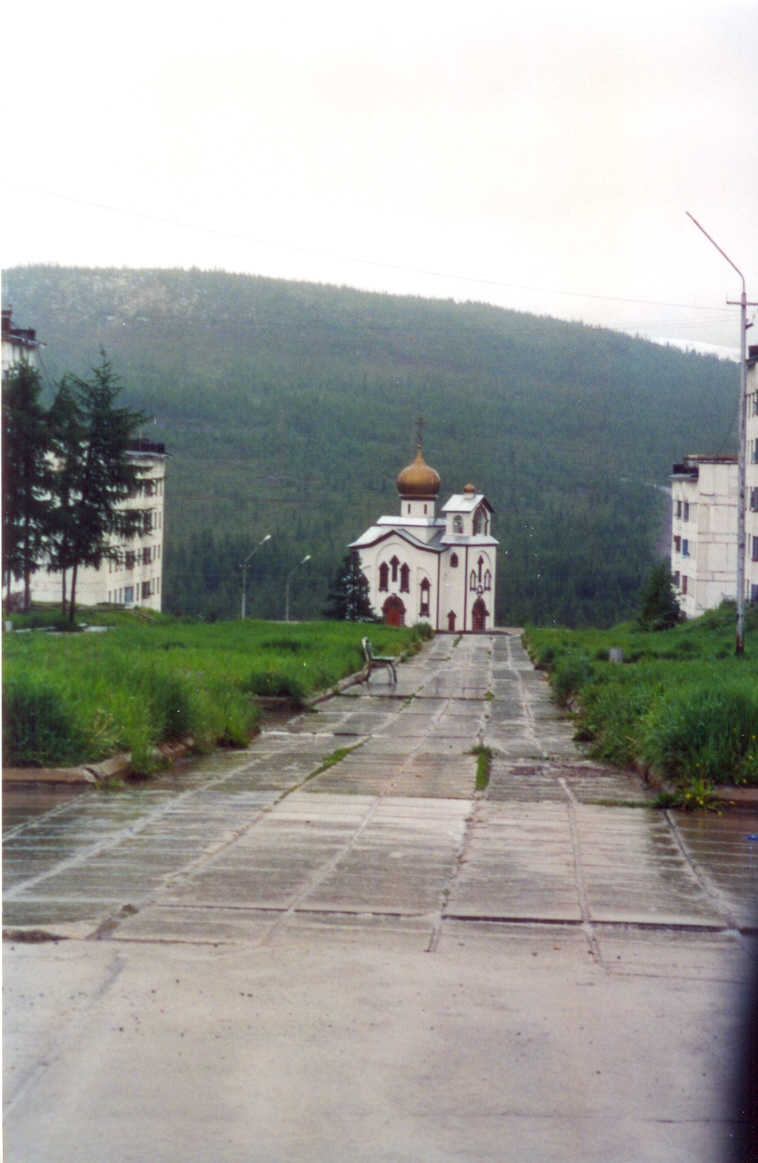
Храм Благовещения Пресвятой Богородицы в Синегорье

7 мая 2003 года епископом Магаданским и Синегорским был назначен владыка Гурий (Шалимов). За короткий срок он посетил все приходы епархии, где совершал богослужения и общался с местным руководством, паствой и жителями районов области. По инициативе епископа Гурия в Магадане побывала святыня дальневосточного региона — чудотворная Икона Божией Матери Албазинская — «Слово плоть бысть».
14 сентября 2003 года была совершена первая Божественная литургия в строящемся Свято-Троицком кафедральном соборе.
10 июля 2004 года было совершено освящение храма Святителя и Чудотворца Николая в 3-м микрорайоне г. Магадана.
7 сентября 2005 года епископом Гурием был совершен чин освящения храма Иконы Божией Матери Владимирской в одном из районных центров Магаданской области — посёлке Сеймчан.
28 августа 2006 года, в праздник Успения Пресвятой Богородицы состоялся выезд правящего архиерея с собором духовенства на побережье Охотского моря в посёлке Нюкля Ольского района, где было совершено освящение новосооружённой часовни в честь св. Апостола Андрея Первозванного, которая была возведена на месте высадки в 20-х годах прошлого века первой геологоразведочной экспедиции, положившей начало промышленному освоению территории Колымы.
С 12 октября 2011 года правящим архиереем стал епископ Иоанн (Павлихин). Перед ним встали новые задачи по благоустройству всех имеющихся и строительству новых храмов на территории Магаданской области, по увеличению количества духовенства, по модернизации и возрождению Магаданской и Синегорской епархии.
После посещения новым архиереем всех приходов епархии, в каждом из них обсуждались перспективы строительства храмов и были достигнуты договоренности об их возведении. В настоящее время в Магаданской епархии возводятся 20 храмов.
Число духовенства епархии неуклонно растёт. На середину 2013 года епархия насчитывает 25 приходов, в которых служит 30 клириков.

## Названия епархии
- Магаданская и Камчатская (31 января 1991 — 23 февраля 1993)
- Магаданская и Чукотская (23 февраля 1993 — 19 июля 2000)
- Магаданская и Синегорская (с 19 июля 2000)

## Архипастыри
- Вадим (Лазебный) (31 января — 21 апреля 1991) в/у, епископ Иркутский
- Аркадий (Афонин) (21 апреля 1991 — 1 ноября 1993) с 23 февраля 1993 в/у, епископ Южно-Сахалинский
- Ростислав (Девятов) (28 ноября 1993 — 28 декабря 1998)
- Анатолий (Аксёнов) (28 декабря 1998 — 8 октября 2000)
- Феофан (Ашурков) (26 ноября 2000 — 7 мая 2003)
- Гурий (Шалимов) (7 мая 2003 — 5 октября 2011)
- Иоанн (Павлихин) (с 12 октября 2011)

## Благочиния
Епархия разделена на 2 церковных округа:
- Магаданское благочиние
- Синегорское благочиние

## Монастыри
- Покровский монастырь в Магадане (женский)